# Tutti pazzi (album)
Tutti pazzi è il primo EP del gruppo Hardcore punk torinese Negazione, autoprodotto e pubblicato nel 1985.
Precedentemente i Negazione erano presenti in una split-tape insieme ai Declino, Mucchio selvaggio del 1984.

## Tracce
1. Sogni e bisogni
2. Niente
3. La mia mente
4. Maschere
5. Tutti pazzi